# مسائل زیست‌محیطی در فنلاند
در فنلاند تعدادی از مسائل زیست‌محیطی وجود دارد.

## تغییرات اقلیمی
فنلاند در سال ۲۰۰۱ یکی از پنج کشور نخست از نظر انتشار گازهای گلخانه‌ای به ازای هر نفر بود: میزان انتشار گازهای گلخانه‌ای به ازای هر نفر در سال ۲۰۰۱ در پنج کشور برتر به ترتیب عبارت بود از: ایالات متحده آمریکا با ۲۹ تن، استرالیا با ۲۱ تن، کانادا با ۲۰ تن، سوئیس با ۱۸ تن و فنلاند نیز با ۱۸ تن.
فنلاند به عنوان یکی از اعضای اتحادیه اروپا، ملزم به اجرای دستورالعمل‌ها و قوانین زیست‌محیطی اتحادیه است. این کشور پروتکل کیوتو را تصویب کرده و در سطح دولت به رسمیت شناخته که گازهای گلخانه‌ای ناشی از فعالیت‌های انسانی عامل اصلی گرمایش جهانی هستند. با وجود این، استفاده گسترده و پرضرر از پوده به عنوان منبع انرژی، از سال ۲۰۰۵ تاکنون توسط دولت فنلاند به صورت مالی و اقتصادی تشویق شده است.
در سال ۲۰۰۶، انتشار دی‌اکسیدکربن ناشی از سوختن تورب در فنلاند معادل ۱۵ درصد از کل انتشار گازهای گلخانه‌ای ناشی از سوخت‌های فسیلی بود و اگر انتشارهای ناشی از زغال‌سنگ و تورب را با هم در نظر بگیریم، این میزان به ۳۹ درصد می‌رسد.
به عنوان بخشی از تلاش‌های اتحادیه اروپا برای کاهش انتشار گازهای گلخانه‌ای، کمیسیون اروپا از فنلاند خواسته است تا میزان انتشار گازهای گلخانه‌ای خود را تا سال ۲۰۳۰ به میزان ۳۹ درصد کاهش دهد.

## ارزیابی زیست‌محیطی
در سال ۲۰۱۸، فنلاند بر اساس نمایه یکپارچگی چشم‌انداز جنگلی نمره میانگین ۵٫۰۸ از ۱۰ کسب کرد که این جایگاه آن را در رتبه ۱۰۹ در میان ۱۷۲ کشور جهان قرار داد.

### زیستگاه‌های در معرض تهدید
بر اساس گزارشی سه‌ساله مؤسسه محیط زیست فنلاند که در سال ۲۰۱۸ منتشر شد، سهم زیست‌بوم‌هایی که در جنوب فنلاند به عنوان «در معرض تهدید» طبقه‌بندی شده‌اند، ۵۹ درصد و در شمال این کشور ۳۲ درصد است. مهم‌ترین عوامل تهدیدکننده این زیست‌بوم‌ها شامل جنگلداری، زهکشی اراضی، پاکسازی زمین‌ها برای کشاورزی، ساخت‌وساز و فرایندهای اکسیداسیون و غنی‌سازی مواد مغذی (eutrophication) می‌باشند.

### گونه‌های در معرض تهدید
ارزیابی وضعیت گونه‌های در معرض تهدید در فنلاند هر ده سال یکبار انجام می‌شود تا روند تغییرات جمعیت گونه‌ها به‌طور دقیق مورد بررسی قرار گیرد. بر اساس آخرین ارزیابی که در سال ۲۰۱۹ صورت گرفت، تقریباً یک دهم گونه‌های زیستی این کشور در معرض تهدید قرار دارند، که این نشان‌دهنده یک نگرانی جدی در زمینه حفظ تنوع زیستی است. متأسفانه، تلاش‌ها برای متوقف کردن افزایش تعداد گونه‌های در معرض خطر تا سال ۲۰۱۰ موفقیت‌آمیز نبوده است و حتی هدف جدید تعیین شده برای توقف روند کاهش تنوع زیستی تا سال ۲۰۲۰ نیز به نظر می‌رسد تحقق آن بسیار دشوار باشد.
در میان گونه‌های مختلف، حدود یک سوم گونه‌های پرندگان و خزه‌ها در وضعیت تهدید قرار دارند. همچنین سهم قابل توجهی از گونه‌های گلسنگ‌ها، گیاهان عروقی، پروانه‌ها و شب‌پره‌ها و نیز حشرات از جمله هیمنوپتران (نظیر زنبورها و مورچه‌ها) تحت تأثیر این تهدیدات قرار گرفته‌اند. به‌طور کلی، تقریباً ۱۰ درصد از گونه‌های حشره‌ای فنلاند در معرض خطر انقراض هستند که این آمار هشداردهنده، اهمیت توجه ویژه به حفاظت از زیست‌بوم‌های طبیعی را نشان می‌دهد.
اصلی‌ترین علت این تهدیدات، کاهش و تخریب زیستگاه‌های طبیعی است که به دلیل فعالیت‌های انسانی از قبیل گسترش کشاورزی، جنگلداری نامناسب، ساخت‌وسازهای شهری، زهکشی اراضی و تغییرات زیست‌محیطی به وجود آمده است. کاهش کیفیت و کمیت زیستگاه‌های طبیعی موجب کاهش منابع غذایی و محل‌های مناسب برای تولیدمثل گونه‌ها شده و در نهایت جمعیت آنها را به شدت تحت فشار قرار می‌دهد. از این رو، حفاظت از زیستگاه‌های طبیعی و مدیریت پایدار منابع محیطی به عنوان کلیدی‌ترین راهکارها در حفظ تنوع زیستی فنلاند مطرح می‌شوند.
علاوه بر این، حفظ گونه‌های در معرض تهدید نه تنها به دلیل اهمیت زیست‌محیطی و اکولوژیکی آنها حیاتی است، بلکه نقش مهمی در حفظ تعادل اکوسیستم‌ها و سلامت کلی محیط زیست ایفا می‌کند. بدین ترتیب، تلاش‌های هماهنگ بین دولت، سازمان‌های محیط زیستی و جامعه محلی برای ارتقاء آگاهی عمومی و اجرای برنامه‌های حفاظتی ضروری به نظر می‌رسد تا بتوان روند کاهش تنوع زیستی را متوقف و حتی معکوس کرد.